# Michael Hsu Rosen
Michael Hsu Rosen, född 28 maj 1992 i New York, är en amerikansk skådespelare.
Rosen har bland annat medverkat i TV-serierna Pretty Smart från 2021 och Glamorous från 2023. Han har även medverkat i filmen Daughter of the Bride från 2023.

## Filmografi (i urval)
- 2021 – Pretty Smart (TV-serie)
- 2023 – Daughter of the Bride
- 2023 – Glamorous (TV-serie)